# Frauendorf (Grimma)
Frauendorf ist ein zur Ortschaft Leipnitz der Großen Kreisstadt Grimma gehöriges Dorf im Landkreis Leipzig in Sachsen. Es wurde am 1. Oktober 1935 nach Kuckeland eingemeindet, mit dem es am 1. Januar 1973 zu Leipnitz kam. Als Ortsteil von Leipnitz kam Frauendorf am 1. Januar 1994 zur Gemeinde Thümmlitzwalde, die am 1. Januar 2011 mit der Stadt Grimma fusionierte. Seitdem gehört Frauendorf zur Ortschaft Leipnitz der Stadt Grimma.

## Geographie

### Geographische Lage und Verkehr
Frauendorf liegt zwischen Papsdorf und Dürrweitzschen. Westlich des Orts entspringt der Thümmlitzbach.

### Nachbarorte
|                     | Pöhsig                                      | Ragewitz       |
| Papsdorf, Kuckeland | Kompassrose, die auf Nachbargemeinden zeigt |                |
| Leipnitz            |                                             | Dürrweitzschen |

## Geschichte
Urkundlich wurde das Rundplatzdorf Frauendorf 1254 das erste Mal als „Vrowendorf“ genannt. Weitere Nennungen waren:
- 1378: Vruwendorff
- 1462: Frawendorf
- 1569: Fraundorff
- 1875: Frauendorf b. Leisnig

1254 bestätigte Markgraf Heinrich dem Kloster Buch seinen Besitz in Vrowendorf & Kokeylant. Dabei wird u. a. ausgeführt, dass diese Dörfer bereits durch König Heinrich (VII.) dem Kloster übertragen wurden. Er ermahnte seine Vögte, das Kloster nicht in ihrem Besitz zu stören. Im gleichen Jahr 1254 bezeugte Burggraf Albero von Leisnig, dass er seine Gerichtsrechte in Nydadobodewiz & Kokeylant an das Kloster Buch übertragen hat. In der entsprechenden Urkunde König Heinrichs (VII.) von 1234 heißen die Dörfer Nidabudowiz & Kogelant. Man kann also davon ausgehen, dass Nidabudowiz ein älterer Name von Frauendorf ist. 1378 hatte Frauendorf 20 Scheffel Korn und dasselbe in Hafer, an das castrum Leisnig zu liefern. 1386 verkaufte Markgraf Wilhelm erneut dem Kloster Buch Güter zcu frowendorf und zcu kuckeland (vierzig Scheffel Korn und vierzig Scheffel Hafer mit beiden Gerichten). 1548 nennt das Amtserbbuch von Kloster Buch zu Frauendorf „8 besessene Mann, darunter 4 Pferdner, die sind alle dem Kloster Buch lehen- und zinsbar.“ mit 10 Hufen.
Bis ins 16. Jahrhundert gehörte Frauendorf gemeinsam mit dem Nachbarort Kuckeland zum Streubesitz des Zisterzienser-Klosters Buch bei Leisnig, welches nach dem Tod des letzten Abts infolge der Einführung der Reformation und der Säkularisation als geistliches Institut im Jahr 1525 aufgelöst wurde. Anschließend wurden der Wirtschaftsbetrieb und die dazugehörigen Besitzungen des Klosteramts Buch zunächst von einem Beauftragten des Amtmanns von Leisnig verwaltet. Bezüglich der Grundherrschaft gehörte Frauendorf nach 1548 zum Klosteramt Buch, von 1590 bis 1856 war der Ort ein Amtsdorf im kurfürstlich-sächsischen bzw. königlich-sächsischen Amt Leisnig. Er bildete mit den Nachbarorten Kuckeland und Papsdorf eine Leisniger Exklave zwischen dem Erbamt Grimma und dem Amt Colditz. Bei den im 19. Jahrhundert im Königreich Sachsen durchgeführten Verwaltungsreformen wurden die Ämter aufgelöst. Dadurch kam Frauendorf im Jahr 1856 unter die Verwaltung des Gerichtsamts Leisnig und 1875 an die neu gegründete Amtshauptmannschaft Döbeln. Kirchlich gehört Frauendorf seit jeher zu Leipnitz.
Am 1. Oktober 1935 wurde Frauendorf gemeinsam mit dem Nachbarort Papsdorf nach Kuckeland eingemeindet. Durch die zweite Kreisreform in der DDR im Jahr 1952 wurde Frauendorf als Teil der Gemeinde Kuckeland dem Kreis Grimma im Bezirk Leipzig angegliedert. Am 1. Januar 1973 erfolgte die Eingliederung der Gemeinde Kuckeland nach Leipnitz, welche seit 1990 zum sächsischen Landkreis Grimma gehörte, der 1994 im Muldentalkreis bzw. 2008 im Landkreis Leipzig aufging.
Durch den Zusammenschluss der Gemeinden Böhlen, Dürrweitzschen, Leipnitz, Ragewitz und Zschoppach wurde Frauendorf am 1. März 1994 ein Ortsteil der Gemeinde Thümmlitzwalde. Am 1. Januar 2011 fusionierte diese mit der Großen Kreisstadt Grimma. Seitdem ist Frauendorf einer von sechs Ortsteilen der Grimmaer Ortschaft Leipnitz.

### Entwicklung der Einwohnerzahl
| Jahr    | Einwohnerzahl                          |
| ------- | -------------------------------------- |
| 1548/51 | 8 besessene Mann, 9 Inwohner, 10 Hufen |
| 1764    | 8 besessene Mann, 4 Häusler, 10 Hufen  |
| 1834    | 109                                    |
| 1871    | 128                                    |

| Jahr | Einwohnerzahl |
| ---- | ------------- |
| 1890 | 97            |
| 1910 | 73            |
| 1925 | 85            |